# NBT Cup voor B teams 2012
De NBT Cup voor B teams 2012 vond plaats van 28 juli 2012 tot en met 25 augustus 2012. Het was de 7de editie van het door de TNFA georganiseerde NBT Cup (National Bank of Tuvalu Cup). Alle wedstrijden worden bij het Tuvalu Sports Ground gehouden. Voor het eerst doen de Tuvaluaans voetbalelftal onder 17 mee. De titelverdediger is Lakena United B.
Tofaga B wint de finale met 1-0 tegen Nauti B, en heeft al voor de vijfde keer de NBT Cup voor B teams gewonnen.

## Deelnemende clubs
| Club             | Eiland    |
| ---------------- | --------- |
| Lakena United B  | Nanumea   |
| Nauti B          | Funafuti  |
| Tamanuku B       | Nukufetau |
| Tofaga B         | Vaitupu   |
| Ha’apai United B | Nanumanga |
| Lofeagai Boys    | Funafuti  |
| TMTI             | Amatuku   |
| Tuvalu onder 17  | Tuvalu    |

### Groep 1
| Land             | Wed | Win | Gel | Ver | DV | DT | +/- | Pnt |
| ---------------- | --- | --- | --- | --- | -- | -- | --- | --- |
| Lofeagai Boys    | 3   | 2   | 1   | 0   | 10 | 2  | +8  | 7   |
| TMTI             | 3   | 2   | 1   | 0   | 7  | 1  | +6  | 7   |
| Tuvalu onder 17  | 3   | 1   | 0   | 2   | 3  | 11 | -8  | 3   |
| Ha’apai United B | 3   | 0   | 0   | 2   | 1  | 7  | -6  | 0   |

|                    |               |       |      |                                |
| 28 juli 2012 09:50 | Lofeagai Boys | 1 - 1 | TMTI | Tuvalu Sports Ground, Funafuti |
| 28 juli 2012 09:50 | Jay           |       | Setu | Tuvalu Sports Ground, Funafuti |

|                    |                    |       |                  |                                |
| 28 juli 2012 11:30 | Tuvalu onder 17    | 3 - 0 | Ha’apai United B | Tuvalu Sports Ground, Funafuti |
| 28 juli 2012 11:30 | Gary Miti Nelesone |       |                  | Tuvalu Sports Ground, Funafuti |

|                       |                        |       |                  |                                |
| 4 augustus 2012 08:00 | Lofeagai Boys          | 4 - 1 | Ha’apai United B | Tuvalu Sports Ground, Funafuti |
| 4 augustus 2012 08:00 | Malesi Antonio Kaipati |       | Nofo             | Tuvalu Sports Ground, Funafuti |

|                       |                 |                        |      |                                |
| 4 augustus 2012 15:45 | Tuvalu onder 17 | 0 - 6                  | TMTI | Tuvalu Sports Ground, Funafuti |
| 4 augustus 2012 15:45 |                 | Elia Mati Tevai Sileti |      | Tuvalu Sports Ground, Funafuti |

|                        |                  |       |      |                                |
| 11 augustus 2012 15:45 | Ha’apai United B | 0 - 3 | TMTI | Tuvalu Sports Ground, Funafuti |
| 11 augustus 2012 15:45 |                  |       |      | Tuvalu Sports Ground, Funafuti |

|                        |                 |        |               |                                |
| 11 augustus 2012 16:00 | Tuvalu onder 17 | 0 - 5  | Lofeagai Boys | Tuvalu Sports Ground, Funafuti |
| 11 augustus 2012 16:00 |                 | Malesi |               | Tuvalu Sports Ground, Funafuti |

### Groep 2
| Land            | Wed | Win | Gel | Ver | DV | DT | +/- | Pnt |
| --------------- | --- | --- | --- | --- | -- | -- | --- | --- |
| Nauti B         | 3   | 2   | 1   | 0   | 6  | 2  | +4  | 7   |
| Tofaga B        | 3   | 2   | 0   | 1   | 7  | 5  | +2  | 6   |
| Lakena United B | 2   | 0   | 1   | 1   | 2  | 4  | -2  | 1   |
| Tamanuku B      | 2   | 0   | 0   | 2   | 0  | 4  | -4  | 0   |

|                    |             |       |          |                                |
| 30 juli 2012 16:00 | Nauti B     | 4 - 1 | Tofaga B | Tuvalu Sports Ground, Funafuti |
| 30 juli 2012 16:00 | Sisi Tapeni |       | Neli     | Tuvalu Sports Ground, Funafuti |

|                       |                 |   |            |                                |
| 4 augustus 2012 16:00 | Lakena United B | - | Tamanuku B | Tuvalu Sports Ground, Funafuti |
| 4 augustus 2012 16:00 |                 |   |            | Tuvalu Sports Ground, Funafuti |

|                       |         |       |                 |                                |
| 6 augustus 2012 16:00 | Nauti B | 1 - 1 | Lakena United B | Tuvalu Sports Ground, Funafuti |
| 6 augustus 2012 16:00 | Tapeni  |       | Tekaupa         | Tuvalu Sports Ground, Funafuti |

|                       |             |       |            |                                |
| 7 augustus 2012 16:00 | Tofaga B    | 3 - 0 | Tamanuku B | Tuvalu Sports Ground, Funafuti |
| 7 augustus 2012 16:00 | Kaupua Reme |       |            | Tuvalu Sports Ground, Funafuti |

|                        |            |       |                 |                                |
| 11 augustus 2012 09:15 | Tofaga B   | 3 - 1 | Lakena United B | Tuvalu Sports Ground, Funafuti |
| 11 augustus 2012 09:15 | Reme Tokai |       | Siopepa         | Tuvalu Sports Ground, Funafuti |

|                        |            |        |         |                                |
| 13 augustus 2012 16:00 | Tamanuku B | 0 - 1  | Nauti B | Tuvalu Sports Ground, Funafuti |
| 13 augustus 2012 16:00 |            | Maleko |         | Tuvalu Sports Ground, Funafuti |

## Knock-outfase

### Wedstrijdschema
|  | halve finale           | halve finale |   |  | finale                 | finale |
|  |                        |              |   |  |                        |        |
|  | 18 augustus - Funafuti |              |   |  |                        |        |
|  | Lofeagai Boys          | 2            |   |  |                        |        |
|  | Tofaga B               | 4            |   |  |                        |        |
|  |                        |              |   |  |                        |        |
|  |                        |              |   |  | 25 augustus - Funafuti |        |
|  |                        |              |   |  | Tofaga B               | 1      |
|  |                        | Nauti B      | 0 |  |                        |        |
|  |                        |              |   |  |                        |        |
|  |                        |              |   |  | Derde plaats           |        |
|  | 18 augustus - Funafuti |              |   |  |                        |        |
|  | Nauti B                | 4            |   |  |                        |        |
|  | TMTI                   | 3            |   |  |                        |        |

### Halve finales
|                  |               |       |          |                                |
| 18 augustus 2012 | Lofeagai Boys | 2 - 4 | Tofaga B | Tuvalu Sports Ground, Funafuti |
| 18 augustus 2012 | Maleko Malesi |       | Reme     | Tuvalu Sports Ground, Funafuti |

|                  |             |       |          |                                |
| 18 augustus 2012 | Nauti B     | 4 - 3 | TMTI     | Tuvalu Sports Ground, Funafuti |
| 18 augustus 2012 | Tapeni Sisi |       | Teapaula | Tuvalu Sports Ground, Funafuti |

### Finale
|                  |          |       |         |                                |
| 25 augustus 2012 | Tofaga B | 1 - 0 | Nauti B | Tuvalu Sports Ground, Funafuti |
| 25 augustus 2012 | Saamu    |       |         | Tuvalu Sports Ground, Funafuti |

## Topscorers
| #  | Naam               | Club            | Doelp |
| -- | ------------------ | --------------- | ----- |
| 1  | Etimoni Timuani    | Tofaga B        | 8     |
| 2  | Malesi             | Lofeagai Boys   | 8     |
| 3  | Tapeni Letueti     | Nauti B         | 6     |
| 4  | Tepaula Vaega      | TMTI            | 3     |
| 5  | Elia Petaia        | TMTI            | 3     |
| 6  | Sisi               | TMTI            | 3     |
| 7  | Saamu Liufau       | Tofaga B        | 1     |
| 8  | Nelesona Musika    | Tuvalu onder 17 | 1     |
| 9  | Siopepa Tailolo    | Lakena United B | 1     |
| 10 | Mitilelei Fiamalua | Tuvalu onder 17 | 1     |

## De beste speler van de competitie
Julie Niu van Nauti B werd uitgeroepen tot de beste speler van de competitie.